# Hermandad y Cofradía de Nuestro Padre Jesús Nazareno (Oviedo)
La Hermandad y Cofradía de Nuestro Padre Jesús Nazareno es una cofradía católica de la ciudad de Oviedo, España. Tiene su casa parroquial en la Iglesia de Santo Domingo, en la cual se conserva documentación que hace referencia a la existencia de la cofradía con anterioridad a 1622.

## Actos
- Estación de penitencia: Procesión y Via Crucis del Nazareno. Se celebra la tarde del Miércoles Santo partiendo de la iglesia de Santo Domingo y recorriendo el barrio antiguo de Oviedo. Durante la procesión, se lleva a cabo una ofrenda floral a la Virgen de la Esperanza (La Balesquida) y se reza un viacrucis.
- Novena a Jesús Nazareno. Se celebra los nueve días que preceden al primer viernes de marzo.
- Día de Jesús Nazareno. Se celebra cada primer viernes de marzo.

## Escudo
El emblema de la cofradía consiste en una corona de espinas con tres clavos unidos en su parte superior. 